# Quarterhorse
Quarterhorse (с англ. — «Квотерхорс») — многоразовый гиперзвуковой беспилотный летательный аппарат, разрабатываемый американской стартап-компанией Hermeus Corporation из Атланты, штат Джорджия.

## Описание
Цель проекта Quarterhorse — проверить инновационный двигатель Chimera в полёте и достичь скорости 4+ маха, побив рекорд скорости полёта, установленный самолётом SR-71, а также создать самый быстрый воздушно-реактивный («не ракетный») пилотируемый самолёт.
Инженеры компании Hermeus Corporation разработали новый гибридный двигатель, способный работать на дозвуковых, сверхзвуковых и гиперзвуковых скоростях. Двигатель способен работать в разных режимах, плавно переключаясь для взлёта, полёта и посадки летательного аппарата. Новая технология имеет «двойное назначение» — для гражданских и военных целей. Генеральный директор и соучредитель Hermeus Эй Джей Пиплика (англ. A. J. Piplica) сообщил в интервью: «Хотя это партнёрство с ВВС США подчёркивает интерес Министерства обороны США к гиперзвуковым самолётам, в сочетании с партнёрством Hermeus с НАСА, объявленным в феврале 2021 года, становится ясно, то, что мы строим, имеет как коммерческое, так и оборонное применение».
В 2021 году ВВС США заключили контракт со стартап-компанией Hermeus Corporation из Атланты, штат Джорджия, специализирующейся на разработке коммерческих гиперзвуковых самолётов, на сумму в 60 миллионов долларов на разработку трёх концептуальных самолётов без экипажа.
17 ноября 2022 года компания Hermeus успешно протестировала свой новый гибридный турбореактивный прямоточный воздушно-реактивный двигатель Chimera, продемонстрировав успешный переход во время испытаний в лаборатории турбомашинного оборудования в Нотр-Дам. Hermeus спроектировала, построила и испытала инновационный двигатель Chimera за 21 месяц всего за 18 миллионов долларов.
За основу был взят проверенный турбореактивный двигатель GE J85 для запуска и посадки, а в полёте он подаёт воздух в прямоточный воздушно-реактивный двигатель, который увеличивает мощность для достижения такой высокой скорости.
После удачных испытаний планируется в 2025 году создать грузовую версию беспилотника, а в 2029 году более крупный коммерческий беспилотный пассажирский самолёт на 20 пассажиров. Он сможет развивать скорость 7130 км/ч (М = 6,7), дальность полёта составит около 8500 километров (4600 миль).